# Държавен преврат в Иран (1953)
През август 1953 г. в Иран е проведена съвместна англо-американска (MI6 и ЦРУ) операция с кодово име „Аякс“.
Целта на операцията е свалянето на премиера Мохамед Мосадик. Операцията е ръководена от Кермит Рузвелт, който впоследствие тайно е награден с медал и обявен за герой, след като доказал, че ЦРУ е в състояние да организира и осъществява държавни преврати. Опитът му впоследствие влиза в употреба.
С тази операция ЦРУ влиза в нов курс.